# Houthulst
Houthulst (také Houthoulst) je obec v provincii Západní Flandry v Belgii.

## Geografie
Houthulst se nachází v arrondissementu Diksmuide. Obec leží 8 km jihovýchodně od města Diksmuide, 12 km severozápadně od Roeselare, 26 km jižně od Ostende, 28 km severozápadně od Kortrijku, 30 km východně od Brugg a 98 km západně od Bruselu.

## Obyvatelstvo
K 1. lednu 2017 v obci žilo 10 028 obyvatel na ploše 55,89 km².

## Části obce
Obec Houthulst sestává z těchto částí:
- Houthulst
- Klerken
- Merkem
- Jonkershove

## Doprava
Nejbližší výjezdy z dálnice se nachází u Ardooie a Roeselare z dálnice A17, u Yper z dálnice A19 a také u Nieuwpoortu z dálnice A18.
Ve městech Roeselare, Ypry a Kortemark se nacházejí nejbližší regionální nádraží a v Ostende, Gentu a Bruggách také staví mezinárodní rychlíky.
U Ostende se nachází regionální letiště a u Bruselu se nachází mezinárodní letiště.

## Zajímavosti
- De "Sint-Jan Baptistkerk" (kostel sv. Jana Křtitele), znovupostaven roku 1924 po úplném zničení za první světové války

- Belgický vojenský hřbitov, je zde pohřbeno více než 1800 belgických vojáků padlých v první světové válce. Nachází se zde také 81 hrobů italských vojáků. Většina zde pohřbených vojáků byla zabita 28. září 1918 v posledních bojích o les Vrijbos.

## Osobnosti
- Alois De Graeve (1896–1970), drážní cyklista, narozen v části Klerken